# مجموعه ساختمان‌های گمرک جلفا
مجموعه ساختمان‌های گمرک جلفا مربوط به دوره پهلوی است و در جلفا، گمرک جلفا واقع شده و این اثر در تاریخ ۲۴ اسفند ۱۳۸۳ با شمارهٔ ثبت ۱۱۶۷۷ به‌عنوان یکی از آثار ملی ایران به ثبت رسیده است.